# Personundersøgelse
 Ikke at forveksle med mentalundersøgelse.
En personundersøgelse er en undersøgelse af de personlige forhold hos en tiltalt i en straffesag, hvor tiltalte kan blive idømt en betinget dom, eventuelt med samfundstjeneste. Det er anklagemyndigheden eller retten, der beslutter om der skal udarbejdes en personundersøgelse.
Undersøgelsen er hjemlet i retsplejelovens paragraf 808, som fastslår, at "der skal tilvejebringes sådanne oplysninger om sigtedes personlige forhold, som må antages at være af betydning for sagens afgørelse vedrørende straffastsættelse eller anvendelse af anden retsfølge end straf." Samme paragraf nævner muligheden for at foretage en mentalundersøgelser.
Personundersøgelser foretages af medarbejdere Kriminalforsorgen i Frihed og afdækker tiltaltes opvækst, uddannelse, psykiske og fysiske helbred, bolig- og indkomstforhold, fremtidsplaner samt om vedkommende har et misbrug. Der kan eventuelt indhentes oplysninger fra arbejdsgivere, skoler, læger eller offentlige myndigheder. Undersøgelsen fastslår i sin konklusion, om der er brug for tilsyn af Kriminalforsorgen og om vedkommende er egnet til og indstillet på at udføre samfundstjeneste. Konklusionen lyder eksempelvis således:
| „ | Det er Kriminalforsorgens vurdering, at T er egnet til at modtage en hel eller delvis betinget dom med vilkår om samfundstjeneste, hvortil det skal anbefales, at der fastsættes vilkår om tilsyn af Kriminalforsorgen i prøvetiden. Finder retten, at sagen kan afgøres med en betinget dom uden vilkår om samfundstjeneste, skal det anbefales, at der alene fastsættes prøvetid. | “ |